# Nisueta kolosvaryi
Nisueta kolosvaryi är en spindelart som beskrevs av Lodovico di Caporiacco 1947. Nisueta kolosvaryi ingår i släktet Nisueta och familjen jättekrabbspindlar.
Artens utbredningsområde är Etiopien. Inga underarter finns listade i Catalogue of Life.